# Sapromyza gibbosa
Sapromyza gibbosa är en tvåvingeart som beskrevs av Thomson 1869. Sapromyza gibbosa ingår i släktet Sapromyza och familjen lövflugor. Inga underarter finns listade i Catalogue of Life.